# عرب بريطانيا
البريطانيون العرب هم أشخاص يحملون جنسية المملكة المتحدة، ولدوا في الوطن العربي ثم هاجروا إلى «بريطانيا» أو أن أسلافًا لهم ترجع أصولهم إلى العالم العربي. وعلى عكس البريطانيين الأفارقة أو البريطانيين الآسيويين، فإن البريطانيين العرب ليسوا كتلة انتخابية واحدة، ووغير مصنفين كفئة مستقلة ضمن التصنيفات الإحصائية البريطانية. إلا أن المصطلح مستخدم من قبل "National Association of British Arabs"

## عددهم
الإحصاء البريطاني للسكان في عام 2001 للميلاد، قام بتعريف العرب عن طريق الشفرة 83 كأهل الشرق الأوسط، أو الشفرة 34 كعرب. يعتقد أن أعداد البريطانيين العرب في بريطانيا قد تصل إلى 500.000 نسمة، وفي 2001، 225,395 من البريطانيون العرب كانوا قد ولدوا في بلدان عربية. وتعتبر العراق، اليمن ولبنان الدول الرئيسية التي يشكل المنحدرون منها أعدادا كبيرة من البريطانيين العرب.
كما أن أعدادا كبيرة من هؤلاء هم من طالبي اللجوء السياسي.
وطبقاً لإحصاء صدر عام 2016 فإن إجمالي عدد أفراد الجالية العربية يبلغ نحو 600 ألف نسمة

## أماكن التواجد
معظم العرب يعيشون في (Greater London)، وأكثرهم إما رجال أعمال، أو من المهاجرين الجدد، والبعض الآخر طلاب.